# ترودي موسغريف
ترودي موسغريف (بالإنجليزية: Trudi Musgrave)‏ مواليد 10 سبتمبر 1977 في نيوكاسل، هي لاعبة كرة مضرب أسترالية سابقة بدأت مسيرتها كمحترفة سنة 1994 وكانت تلعب باليد اليسرى، اعتزلت اللعب في 2011. كما أنها إحدى بطلات الجراند سلام. أعلى تصنيف لها في الفردي كان المركز الـ 207 في سنة 2006. أعلى تصنيف لها في الزوجي كان المركز الـ 62 في سنة 2003.

## بطولات حققتها
- أستراليا المفتوحة

## النهائيات

### الزوجي: 1 (0-1)
| الحصيلة | الرقم | التاريخ        | الدورة                               | الأرضية | الشريك         | المنافس                         | النتيجة  |
| ------- | ----- | -------------- | ------------------------------------ | ------- | -------------- | ------------------------------- | -------- |
| الوصافة | 1.    | 11 سبتمبر 2006 | بطولة بنك الكومنولث للتنس، إندونيسيا | صلبة    | ناتالي غراندين | ليندسي دافينبورت كورينا موراريو | 3–6, 4–6 |

## روابط خارجية
- ترودي موسغريف على موقع رابطة محترفات التنس (الإنجليزية)
- ترودي موسغريف على موقع الاتحاد الدولي لكرة المضرب (الإنجليزية)
- ترودي موسغريف على موقع خلاصة التنس.كوم (الإنجليزية)
- ترودي موسغريف على موقع إي إس بي إن.كوم (الإنجليزية)